# 제40회 아카데미상 외국어영화상 출품작 목록
다음은 제40회 아카데미 시상식 외국어영화상 출품작 목록이다. 아카데미 외국어 영화상은 1956년 미국 영화 예술 과학 아카데미 (AMPAS)가 미국 국외에서 제작된 비영어권 영화를 대상으로 시상하기 위해 제정되었다. 이후 외국어영화상은 매년 수여되었으며, 수상자는 출품국가로 여겨지지만 상 자체는 해당 영화의 감독이 수락한다. 아카데미측은 한 국가당 한 편의 영화만 허용되는 원칙에 의거, 여러 국가를 초청하여 자국 최고의 영화를 출품하도록 요청하고 있다.
제40회 아카데미상에서는 총 16편의 작품이 외국어영화상 부문에 출품되었다. 벨기에와 페루가 처음으로 작품을 출품하였으며, 최종후보에는 체코슬로바키아, 프랑스, 일본, 스페인, 유고슬라비아가 올랐다. 수상작은 체코슬로바키아 영화 《가까이서 본 기차》에게 돌아갔다. 이 작품은 나치 점령하의 체코슬로바키아의 마을 기차역에서 일하는 소년을 다룬 풍자 코미디극이다.

## 출품작
| 출품국         | 제목                  | 원제                         | 언어                       | 감독                     | 결과   |
| -------------- | --------------------- | ---------------------------- | -------------------------- | ------------------------ | ------ |
| 벨기에         | 출발                  | Le départ                    | 프랑스어                   | 예르지 스콜리모브스키    | 미후보 |
| 브라질         | 나베스 형제 사건      | O Caso dos Irmãos Naves      | 브라질 포르투갈어          | 루이스 세르지우 페르송   | 미후보 |
| 체코슬로바키아 | 가까이서 본 기차      | Ostře sledované vlaky        | 체코어, 독일어             | 이르지 멘젤              | 수상   |
| 덴마크         | 전쟁이 있었다         | Der var engang en krig       | 덴마크어                   | 팔레 키에룰프슈미트      | 미후보 |
| 프랑스         | 리브 포 라이프        | Vivre pour Vivre             | 프랑스어                   | 클로드 를로슈            | 후보   |
| 서독           | 문신                  | Tätowierung                  | 독일어                     | 요하네스 샤프            | 미후보 |
| 헝가리         | 아버지                | Apa                          | 헝가리                     | 서보 이슈트반            | 미후보 |
| 인도           | 마지막 편지           | आख़िरी खत                       | 힌두어                     | 체탄 아난드              | 미후보 |
| 이탈리아       | 차이나 이즈 니어      | La Cina è vicina             | 이탈리아어                 | 마르코 벨로키오          | 미후보 |
| 일본           | 지에코초              | 智恵子抄                     | 일본어                     | 나카무라 노보루          | 후보   |
| 멕시코         | 청소년                | Los adolescentes             | 스페인어                   | 아벨 살라사르            | 미후보 |
| 페루           | 정글에는 별이 없다    | En la selva no hay estrellas | 스페인어                   | 아르만도 로블레스 고도이 | 미후보 |
| 필리핀         | 꽃 한 송이 때문에     | Dahil sa isang bulaklak      | 타갈로그어                 | 루이스 네포무세노        | 미후보 |
| 스페인         | 마녀 같은 사랑        | El Amor Brujo                | 스페인어                   | 프란시스코 로비라 벨레타 | 후보   |
| 스웨덴         | 여기 그대의 삶이 있다 | Här har du ditt liv          | 스웨덴어                   | 얀 트로엘                | 미후보 |
| 유고슬라비아   | 해피 집시             | Skupljaci perja              | 로마니어, 세르보크로아트어 | 알렉산다르 페트로비치    | 후보   |